# Діарсин
Діарси́н — хімічна сполука ряду гідридів складу As2H4.

## Отримання
Вперше арсин був синтезований Райхардом Настом у 1948 році шляхом розділення суміші газуватих продуктів розчинення металевого сплаву арсену у сильнорозведеній сульфатній кислоті. Основним продуктом реакції є арсин, діарсин же утворюється у зовсім незначних кількостях:
{\displaystyle \mathrm {MgAlAs+H_{2}SO_{4}\longrightarrow AsH_{3}+As_{2}H_{4}+MgSO_{4}+Al_{2}(SO_{4})_{3}} }

## Хімічні властивості
Діарсин є вкрай нестійкою сполукою: вже при -100 °C він розпадається з утворенням арсину та арсен моногідриду AsH (As2H2):
{\displaystyle \mathrm {As_{2}H_{4}{\xrightarrow {-100^{o}C}}AsH_{3}+AsH} }